# Беляев, Владимир Александрович (Герой Советского Союза)
Владимир Александрович Беляев (1914—1947) — советский офицер, участник боёв на Халхин-Голе и Великой Отечественной войны, Герой Советского Союза (1944). Гвардии капитан Советской Армии.
В годы Великой Отечественной войны — заместитель командира батальона по политической части 120-го гвардейского стрелкового полка 39-й гвардейской стрелковой дивизии.

## Биография
Родился в 1914 году в городе Таруса (ныне — Калужская область) в семье служащего. В 1936 году был призван на службу в Рабоче-крестьянскую Красную Армию. Участвовал в боях на реке Халхин-Гол в 1939 году. В том же году вступил в ВКП(б). В 1941 году Беляев окончил военно-политическое училище. Летом 1942 года он был направлен под Сталинград. После боёв под Барвенково дивизия Беляева приняла активное участие в освобождении Левобережной Украины. К октябрю 1943 года гвардии капитан Владимир Беляев был заместителем командира батальона по политчасти 120-го гвардейского стрелкового полка 39-й гвардейской стрелковой дивизии 8-й гвардейской армии 3-го Украинского фронта.

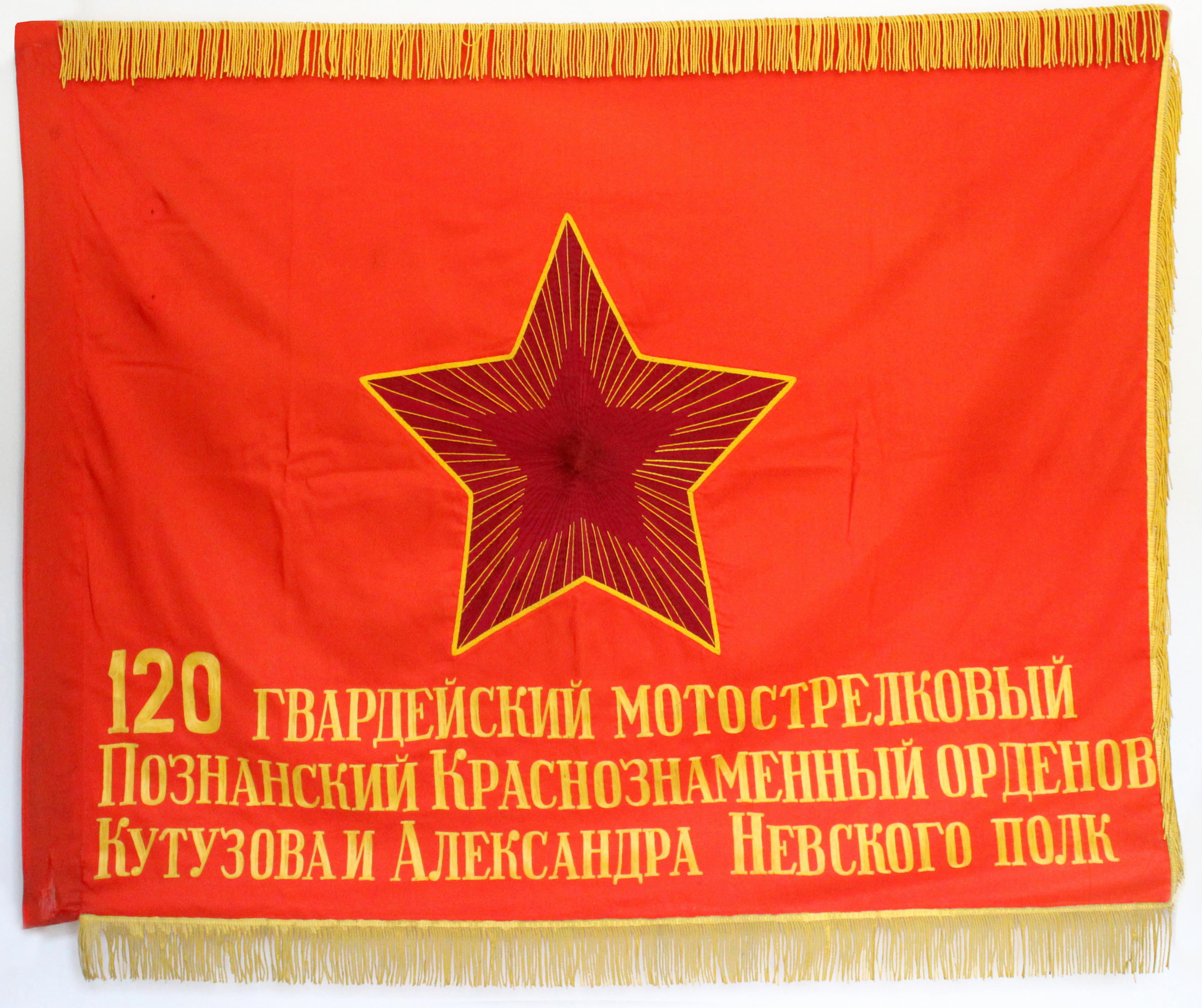
Знамя 120 гвардейского мотострелкового полка

В двадцатых числах октября 1943 года дивизия вышла к Днепру в районе посёлка Чапли. Подразделению Беляева был отдан приказ об организации за два дня переправы в районе села Лоцкаменка (ныне — часть Днепропетровска). В ночь с 23 на 24 октября 1943 года Беляев, несмотря на массированный вражеский пулемётный и миномётный огонь, успешно переправился через Днепр. Группа захватила траншею в 30 метрах от берега и, продвинувшись вперёд, занял выгодные огневые позиции. В течение последующих суток группа отражала немецкие контратаки. Благодаря точной корректировки артиллерийского огня Беляевым удалось подавить вражеские огневые средства. Захваченный группой плацдарм послужил базой для десантирования всей дивизии. В бою Беляев получил тяжёлое ранение в голову, но поля боя не покинул и продолжил управлять боем до подхода подкрепления.
Указом Президиума Верховного Совета СССР от 22 февраля 1944 года за «мужество, отвагу и героизм, проявленные в борьбе с немецко-фашистскими захватчиками» гвардии капитан Владимир Беляев был удостоен высокого звания Героя Советского Союза с вручением ордена Ленина и медали «Золотая Звезда».
После окончания войны Беляев продолжил службу в Советской Армии. Учился в Военно-политической академии.
17 декабря 1947 года погиб при исполнении служебных обязанностей. Похоронен на Всесвятском кладбище города Тулы рядом с Героем Советского Союза Д. А. Зайцевым.

## Награды и звания
- Звание Герой Советского Союза[3]:
  - Орден Ленина,
  - Медаль «Золотая Звезда» № 2669.
- Орден Красной Звезды[4].
- Медаль «За отвагу»[5].
- Медаль «За отвагу».
- Медаль «За боевые заслуги».
- Медаль «За оборону Сталинграда»[6].

Могила В. Беляева на Всехсвятском кладбище в Туле

- Медаль «За победу над Германией в Великой Отечественной войне 1941—1945 гг.»[7].
- Медали СССР.
- Иностранный орден.

## Память

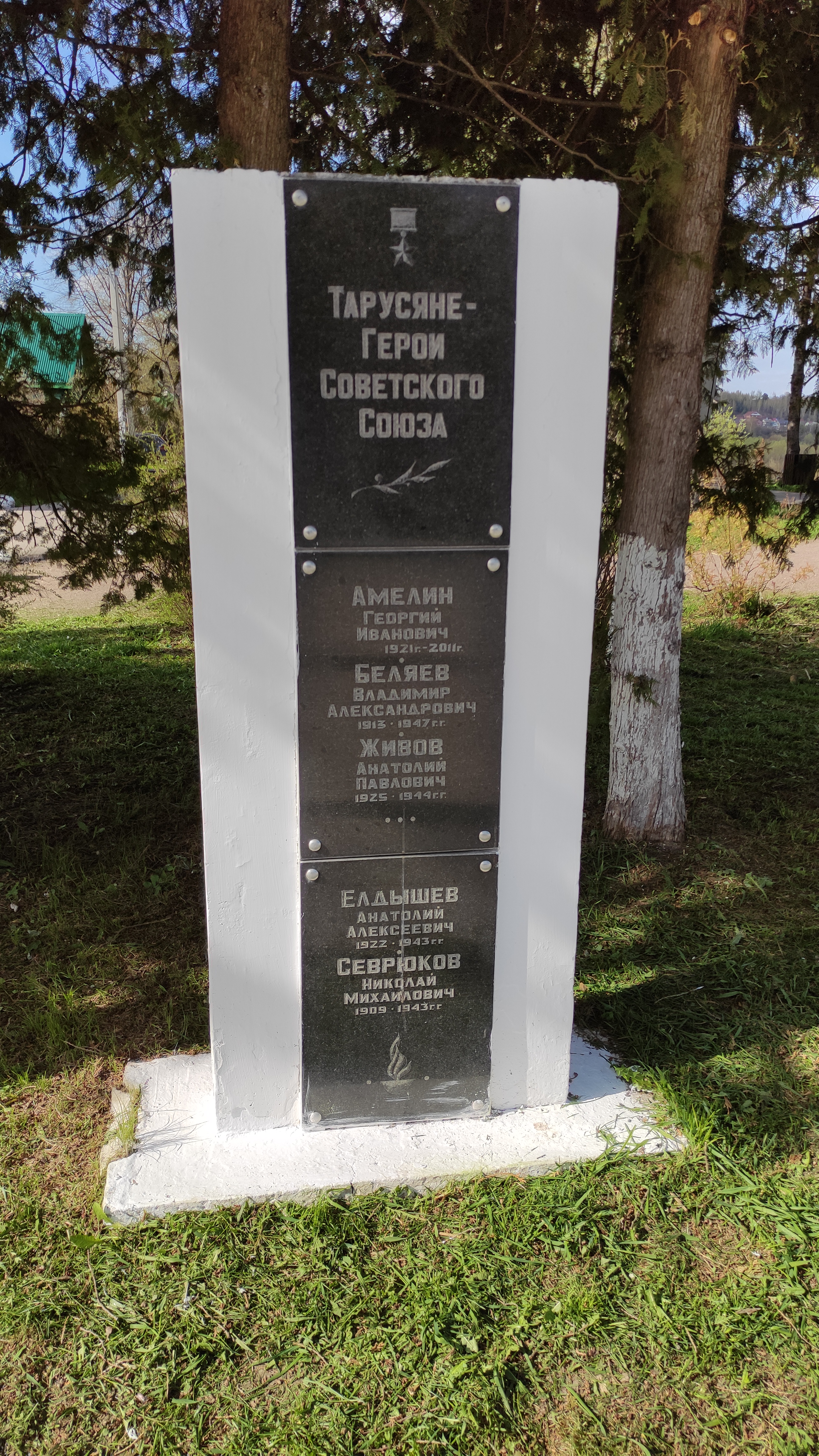
Мемориальная доска памяти Героев Советского Союза Г. И. Амелина, В. А. Беляева, А. П. Живова, А. А. Елдышева и Н. М. Севрюкова в Тарусе

- В честь Беляева названа улица в Тарусе, в городе также установлена мемориальная доска памяти его и ещё четверых Героев Советского Союза и мемориальная доска на здании восьмилетней школы, в которой В. А. Беляев учился[8]
- В честь Беляева названа улица в городе Днепр (ул. Замполита Беляева в жилищном массиве Ломовка 2)
- В городе Медынь Калужской области, где с 1927 года проживал Беляев, его имя увековечено в названии одной из улиц, 9 мая 2015 года на Аллее Героев установлен его бюст[9], на здании кинотеатра «Дружба» установлена также мемориальная доска[2]